# کوین بالوت
کوین بالوت (به انگلیسی: Kevin Balot)(زاده ۲۵ سپتامبر ۱۹۹۱) ملکه زیبایی، مدل و بازیگر فیلیپینی است. او برنده مسابقه دوشیزه ملکه بین‌المللی در سال ۲۰۱۲ شد.
او یک زن ترنس است.